# 顾翊群
顾翊群（1900年—？），字季高，男，江苏淮安人，中国银行家，曾赴美留学获工商管理硕士学位。回国后曾任上海中孚银行副经理，广东省政府委员兼财政厅厅长。1940年11月到中国农民银行任总经理，1945年10月因“农行驱顾护行团”揭发贪污渎职等行为，被改任四联总处秘书长等职。后赴美任国际货币基金组织的中国首任执行干事。  

## 家庭
祖父顾云臣。父亲顾震福。